# As I Am
As I Am (Como soy) es el tercer álbum de estudio de la cantante estadounidense de R&B, Alicia Keys. Salió al mercado el 13 de noviembre de 2007. En el álbum han colaborado John Mayer, Timbaland, Marsha Ambrosius y Linda Perry, entre otros.En su Primera semana, As I Am vendió 742 000 copias en los Estados Unidos (El anterior lugar alto alcanzado por una artista femenina en su primera semana de ventas fue el álbum Feels Like Home (2004) de Norah Jones, el cual vendió más de 1 millón de copias en su primera semana) As I Am, mundialmente ha vendido más de 5 millones de copias.
La crítica musical hacia el álbum As I am, tercero en su carrera de estudio, fue en el momento de su publicación muy positiva, con la mayoría de las puntuaciones llegando a tres sobre cinco estrella. La crítica positiva se centró sobre todo en la evolución como letrista de la cantante respecto a sus anteriores álbumes y la colaboración con Linda Perry en algunas de las canciones, sobre todo en «Superwoman». Por otra parte, la crítica negativa hace referencia sobre todo al aspecto de letrista poco madura y de poca imaginación de Keys. J. Freedom du Lac afirma que todavía no ha publicado un trabajo que le haga merecedora de tantos premios y se hace referencia a la mala clasificación del álbum como un cruce entre Janis Joplin y Aretha Franklin.

## Recepción

### Crítica especializada
La crítica hacia el álbum As I am, tercero en su carrera de estudio, fue en el momento de su publicación muy positiva, con la mayoría de las puntuaciones llegando a tres sobre cinco estrella. La crítica positiva se centró sobre todo en la evolución como letrista de la cantante respecto a sus anteriores álbumes y la colaboración con Linda Perry en algunas de las canciones, sobre todo en «Superwoman». Por otra parte, la crítica negativa hace referencia sobre todo al aspecto de letrista poco madura y de poca imaginación de Keys. J. Freedom du Lac afirma que todavía no ha publicado un trabajo que le haga merecedora de tantos premios y se hace referencia a la mala clasificación del álbum como un cruce entre Janis Joplin y Aretha Franklin.
En Allmusic, la crítica Marisa Brown que le otorga 3'5 de cinco, defiende el derecho de Alicia Keys a «explorar un poco, a aventurarse en nuevos géneros» siempre manteniendo su estilo R&B/neo soul, de esta manera, en esta ocasión toca junto a una banda, solo «volviendo a la combinación piano/melisma que le acompañaron en los sencillos de sus dos álbumes predecesores; Songs in A minor y The diary of Alicia Keys. Con respecto a las canciones, Brown comenta que «No one», «I need you», «Wreckless love» o «Where do we go from here» «es música que debe tanto al pop como al R&B» otorgando la causa de este hecho a la composición de Linda Perry —Christina Aguilera, Pink— que compuso «The thing about love» y «Superwoman». De la canción «Lesson learned» dice que aunque «siempre ha sido capaz de una escritura sencilla» aquí no la alcanza haciendo de la canción «una de las más flojas». Sin embargo señala que no es la generalidad del álbum, y que justo As I am es la prueba de que la artista no está dispuesta a «solo seguir el camino que le atrajo la aclamación anterior» sino que quiere buscar más sobre su música. Señala que aunque el álbum es algo flojo, Keys es una artista que «madurará y crecerá con el tiempo». Andy Gill, en The Independent quien otorga tres estrellas de cinco al álbum, compara la carrera de Britney Spears a la de Keys, diciendo que esta última es una «artista asegurada, profesional tan en control de su carrera» que seguro que tendrá éxito más allá de estos últimos álbumes, y es justo esto la nota negativa de esta crítica, en la que Gill dice no interesarle tanto su carrera como actriz, o poetisa, como la de cantante pianista. En cuanto a las canciones de «Lesson learned» el dúo junto a John Mayer dice que falla porque «suena demasiado a negocio», «I need you» falla «por demasiados arreglos», de la única canción que dice algo positivo es de «Superwoman» diciendo de ella que es «salvaged by Keys' persuasive delivery.» A pesar de los puntos flacos de los que habla dice que no pueden «ensombrecer los puntos buenos del álbum, que van desde el himno "No one" hasta el título del álbum» diciendo de él que va de un estilo «piano romántico» hasta una percusión de hip hop, pasando por «Wreckless love» que recuerda a Curtis Mayfield, y «Teenage love affair» que parece ser influenciada por Laura Nyro. En New York Times, Nate Chinen emite una crítica más bien favorable diciendo del álbum que «irradia no solo confianza sino también experiencia», comentando qu es su «mayor esfuerzo hasta el momento». En cuanto al género musical dice que sigue mostrando el soul y el R&B de la vieja escuela de sus álbumes anteriores, pero que en «Wreckless love», y «Teenage love affair» también demuestra la exploración de «un brillante sonido vintage» y que «No one» y «Like you'll never see me again» muestran similitudes con la canción de Prince, «Purple rain». De sus letras, Chinen dice que «mantienen una distancia profesional, alcanzando verdades emocionales que parecen universales, o al menos que se pueden relatar.» Señala también como algo positivo el que haya trabajado con Linda Perry, diciendo que se vuelve casi «transparente en las canciones que escribió» con ella, incluyendo «Thing about love», canción que el crítico cita al inicio de su artículo. Termina diciendo que el himno del álbum es «Superwoman», que no siendo «la mejor obra del álbum» podría llegar a serlo.
| Crítica especializada | Crítica especializada |
| --------------------- | --------------------- |
| Publicación           | Puntuación            |
| Allmusic              | 3.5/5 estrellas       |
| Blender               | 4/5 estrellas         |
| The Independent       | 3/5 estrellas         |
| New York Times        | favorable             |
| NME                   | 6/10 estrellas        |
| Rolling Stone         | 3/5 estrellas         |
| Slant Magazine        | 4/5 estrellas         |
| Washington Post       | desfavorable          |
| Spin                  | 4/5 estrellas         |
| The Times             | 3/5 estrellas         |

La crítica de NME otorga al álbum un seis sobre diez diciendo que «si te preguntas por qué Bob Dylan ha estado hablando de Alicia Keys, te puedes hacer una idea en su tercer álbum». De As I am dice que el piano de Keys parece haberse liberado y sonar como verdadero soul, de «No one» dice que «lleva el gospel a un lugar oscuro» y de «Teenage love affair» que es «sucia y divertida.» En Rolling Stone Robert Chrstgau dice que se tiene que «admirar a Alicia Keys» por su visión callejera, diciendo que este tercer álbum tiene una estilo hip hop de una generación «preparada para su propia Roberta Flack». De sus canciones dice que «No one» es una canción incondicional y alaba «Teenage love affairs» y «Wreckless love» diciendo de esta última que en ella Keys se vuelve «"loca" sin especificar ninguna parte del cuerpo». Como punto negativo señala la inclusión de Kerry Brothers —Krucial. En Slant Magazine cuyo crítico le da cuatro de cinco estrellas, Sal Cinquemani habla del álbum diciendo que tiene un puñado de canciones que pueden ser escuchados en clubs del Harlem. En cuanto a las canciones dice que «Go ahead» es de una «política encubierta» que muestra un «final funky», de «Teeneage love affair» dice que recuerda a «You don't know my name» «evocando un vintage Motown de los Jackson 5 y The Supremes» y que hace que pareciera que «has conocido estas canciones por años». De «No one» dice que todo lo que tiene que decir de él es bueno; que es un 4/4 y que utiliza un «teclado electrónico como Stevie Wonder», que su frase «everything-is-gonna-be-all-right» recuerda al «No woman, no cry» de Bob Marley y de su voz dice «que tiene el timbre de una experimentada Sadu.» También dice que es increíble que hayan pasado cuatro años desde el álbum anterior, pero que demuestra que hay algo vivo en ella. Como punto negativo expone que «Prelude to a kiss» que es «la única canción escrita por ella misma, muestra sus debilidades líricas y de compositora musical». También menciona la colaboración con Linda Perry en «Superwoman». Termina diciendo que a diferencia de Lauryn Hill Keys ha sabido continuar a pesar de las expectativas y que a pesar de que Keys «no es una super mujer que viene a salvar el R&B de sí mismo» la calidad imborrable de As I am está lanzada.
La crítica de Washington Post es más bien desfavorable; J. Freedom du Lac comienza escribiendo que después de más de cuatro años de la referencia de Bob Dylan a Alicia Keys «el verdadero significado detrás de la referencia del viejo bardo» todavía es un misterio: «Pensaba en Alicia Keys, no pude evitar llorar» dijo Dylan. Esta crítica negativa se centra sobre todo en el aspecto de «sus limitaciones como letrista» diciendo de ella que es «efectiva pero que no tiene imaginación», que «tiende a ser simple» e «impersonal», dando como ejemplos «Fallin'» y «You don't know my name». Sigue diciendo que todavía no ha publicado un álbum que demuestre todos esos premios que ha recibido y que no «cambia con la llegada de su tercer álbum». Una de las mayores críticas parece ser la que realiza con motivo de la clasificación del álbum de un «cruce entre Aretha Franklin y Janis Joplin» siendo que le parece una táctica «burda» dirigida por su descubridor Clive. Aunque habla positivamente de algunas canciones, llamándola «puntos altos»: habla de la «apasionada» «Wreckless love», del «himno» «Go ahead», y de la «sexy, al estilo Prince» de «Like you'll never see me again», diciendo de ellas que son «las mejores canciones del álbum». Con respecto a sus letras dice que son genéricas y llenas de clichés, como en «Superwoman», que señala que fue compuesta con Linda Perry, de su voz dice que es «desapasionada», y que a veces parece de «emoción manufacturada». El crítico Rodney Dugue de Spin otorga al álbum un ocho de diez estrellas, diciendo de él que es un álbum «poderoso melódicamente» «menos influenciado por el soul de los '70 que sus anteriores trabajos» pero donde se puede notar más la «melisma, la vulnerabilidad y relaciones agrias» donde cita a «Teenage love affairs», de «Like you'll never see me again» dice que es una «nana de fantasía». Para terminar menciona su musicalidad de la que «no tiene nada de que preocuparse» y de su capacidad como letrista dice que mejora con respecto a sus álbumes anteriores «especialmente en la balada "No one"». Victoria Segal de Times Online le da una puntuación de tres sobre cinco estrellas, diciendo de él que «tiene un elegante soul bajo la apariencia de una superestrella». De las canciones dice que «Wreckless love» elimina la dulzón de «Teenage love affair», mientras que «I need you» «demuestra que es posible combinar las palabras "madurez" y "ballada" con efectos positivos».

## Listado de canciones
| N.º | Título                                | Escritor(es)                                                      | Producer(s)              | Duración |  |
| 1.  | «As I am» (Intro)                     |                                                                   | Kerry "Krucial" Brothers | 1:52     |  |
| 2.  | «Go ahead»                            | Mark Batson, Marsha Ambrosius, Brothers Jr.                       | Mark Batson              | 4:35     |  |
| 3.  | «Superwoman»                          | Linda Perry, Steve Mostyn                                         | Kerry "Krucial" Brothers | 4:34     |  |
| 4.  | «No One»                              | Brothers Jr., George D. Harry                                     | Kerry "Krucial" Brothers | 4:13     |  |
| 5.  | «Like You'll Never See Me Again»      | Brothers Jr.                                                      | Kerry "Krucial" Brothers | 5:15     |  |
| 6.  | «Lesson Learned» (con John Mayer)     | John Mayer                                                        | John Mayer               | 4:13     |  |
| 7.  | «Wreckless love»                      | Harold Lilly, Jack Splash, Matthew Kahane                         | Jack Splash              | 3:52     |  |
| 8.  | «The thing about love»                | Perry                                                             | Linda Perry              | 3:49     |  |
| 9.  | «Teenage Love Affair»                 | Lilly, Tom Nixon, Carl Hampton, Splash, Josephine Bridges, Kahane | Jack Splash              | 3:10     |  |
| 10. | «I Need You»                          | Batson, Lilly, Paul L. Green                                      | Mark Batson              | 5:09     |  |
| 11. | «Where do we go from here?»           | Lilly, Brothers Jr., Mary Frierson, Johnnie Frierson              | Kerry "Krucial" Brothers | 4:10     |  |
| 12. | «Prelude to a kiss»                   |                                                                   |                          | 2:07     |  |
| 13. | «Tell you something (Nana's reprise)» | Brothers Jr., Steve Mostyn, Green, Novel Stevenson, Ron Haney     | Kerry "Krucial" Brothers | 4:28     |  |
| 14. | «Sure looks good to me»               | Perry                                                             | Linda Perry              | 4:31     |  |

Créditos de los samplers
- «As I am (intro)» — contiene una interpolación del Nocturno en Do sostenido menor de Frédéric Chopin
- «Teenage love affair» — contiene un extracto de la canción de The Temprees «(Girl) I Love You» (Josephine Bridges, Carl Hampton, Tom Nixon)
- «Where do we go from here?» — contiene un extracto de «After laughter (comes tears)» de Wendy Rene (Mary Frierson, Johnnie Frierson)

| The Super Edition Bonus Tracks |                                               |          |  |
| N.º                            | Título                                        | Duración |  |
| 15.                            | «Another way to die» (con Jack White)         | 4:24     |  |
| 16.                            | «Doncha know» ((Sky is blue))                 | 4:24     |  |
| 17.                            | «Saviour»                                     | 3:22     |  |
| 18.                            | «No one (Dj Emergency remix)» (con Timbaland) | 4:20     |  |

| The Super Edition Bonus DVD - Live from The CGoldnet Theatre (London) |                          |          |  |
| N.º                                                                   | Título                   | Duración |  |
| 1.                                                                    | «You don't know my name» |          |  |
| 2.                                                                    | «Superwoman»             |          |  |
| 3.                                                                    | «No one»                 |          |  |
| 4.                                                                    | «Teenage love affair»    |          |  |
| 5.                                                                    | «If ain't got you»       |          |  |

## Créditos

### Músicos
- Alicia Keys - fender rhodes, clavecín, arreglos de trompa, melotrón, sintetizador moog, piano, arreglos de programación. sintetizador, sintetizador bajo, sintetizadoe de cuerda, arreglos de voz, voz, cGolds, vocoder, wurlitzer
- Mark Batson - clavinet, programación de batería, Hammond B3, arreglos de trompa, moog bajo, sintetizador moog, órgano hammond, piano, programación de cuerdas
- Kerry Brothers - programación de percusión, arreglos de trompa
- Ray Chew - arreglos de trompa
- Michael Dease - trombón bajo, trombón tenor
- Darryl Dixon - saxofón alto
- Duane Eubanks - trompeta
- Everette K. Harp - saxofón
- Damon Fox - Hammond B3, melotrón, sintetizador moog, órgano Hammond
- L. Green - cGolds
- L.C. Green - cGolds
- Ron haney - guitarra
- David Ryan Harris - guitarra
- Rony Henry - guitarra
- Sean hurley - guitarra bajo
- Paul Ill - guitarra bajo
- Steve Jordan - batería
- Ryan Keberle - trombón tenor
- Harry Kim -trombón
- Trevor Lawrence - batería, peercusión
- Harold Lilly - cGolds
- Carl Maraghi - saxo barítono
- Mark Robohm -	batería
- John Mayer - guitarra, guitarra (ritmo), cGolds
- Steve Mostyn - guitarra acústica, guitarra bajo
- Linda Perry - piano, cGolds
- Peter Thorn - guitarra
- Mark Robham - batería
- John Salvatore Scaglione - guitarra, guitarra (ritmo)
- John Jubu Smith - guitarra
- Jumaane Smith - trompeta
- Jack Splash - programación
- Alonzo "Novel" Stevenson - cGolds
- David Stout - trompeta
- Jason Sugata - trompa
- David Watson - saxo tenor

### Productores y otros
- Alicia Keys - arreglos, producción de sonido, concepto, productor ejecutivo, productor
- Christian Baker - mezcladir asistente
- Mark Batson - producción de sonido, productor, programación
- Kim Biggs - dirección artística, diseño
- Kerry Brothers - producción de sonido, producción ejecutiva, productor
- Andrew Chavez - ingeniero de sonido
- Vincent Creusot - ingeniero de sonido
- Brendan Dekora - ingeniero asistente, ingeniero de sonido
- Dirty Harry - producción de sonido, productor
- Peter Edge - productor ejecutivo
- Chad Franscoviak - ingeniero de sonido, ingeniero
- Keith Gretlein - ingeniero asistente, ingeniero de sonido
- Jeanine McLean Griffin - mánager
- Zach Hancock - ingeniero asistente, ingeniero de sonido
- Kristofer Kaufman - ingeniero asistente, ingeniero de sonido
- David Kutch - masterización
- Thierry Le Goues - fotografía
- Chris LeBeau - producción creativa
- Manny Marroquin - ingeniero de sonido, ingeniero, mixado
- John Mayer - productor
- Ann Mincieli - ingeniero de sonido, coordinación, ingeniero
- Linda Perry - ingeniero de sonido, ingeniero, productor
- Glenn Pittman - ingeniero asistente, ingeniero de sonido
- Jared Robbins - asistente de mezclado
- Jeff Robinson - productor ejecutivo, mánager
- Joseph Conrad Robinson - mánager
- Marni Senofonte - estilismo
- Ashunta Sheriff - maquillaje
- Jack Splash - arreglo, producción de sonido, productor, varios
- Mark Springer - coordinación artística
- Allí Truch - dirección artística, diseño
- Seamus Tyson - ingeniero asistente, ingeniero de sonido
- Seth Waldmann - ingeniero asistente, ingeniero de sonido
- Stuart White - ingeniero de sonido

### Compositores
- Alicia Keys
- Marsha Ambrosius
- Mark Batson
- Kerry Brothers
- Mary Frierson
- Paul Green
- Carl Hampton
- Ron Haney
- George M. Harry
- Harold Lilly
- Steve Mostyn
- Tom Nixon
- Linda Perry
- Jack Splash

## Listas y posicionamiento
| Lista (2007/2008)                | Posición más alta |
| -------------------------------- | ----------------- |
| Australian Albums Chart          | 3                 |
| Austrian Albums Chart            | 9                 |
| Belgian Albums Chart (Flanders)  | 10                |
| Belgian Albums Chart (Wallonia)  | 5                 |
| Canadian Albums Chart            | 2                 |
| Czech Albums Chart               | 35                |
| Danish Albums Chart              | 21                |
| Dutch Albums Chart               | 2                 |
| European Top 100 Albums          | 3                 |
| Finnish Albums Chart             | 24                |
| French Albums Chart              | 5                 |
| German Albums Chart              | 6                 |
| Greek International Albums Chart | 9                 |
| Irish Albums Chart               | 15                |
| Italian Albums Chart             | 3                 |
| Japanese Albums Chart            | 4                 |
| Mexican Albums Chart             | 58                |
| New Zealand Albums Chart         | 5                 |
| Norwegian Albums Chart           | 20                |
| Polish Albums Chart              | 7                 |
| Portuguese Albums Chart          | 4                 |
| Spanish Albums Chart             | 12                |
| Swedish Albums Chart             | 15                |
| Swiss Albums Chart               | 1                 |
| UK Albums Chart                  | 11                |
| US Billboard 200                 | 1                 |
| US Top R&B/Hip-Hop Albums        | 1                 |

| País          | Certificación       |
| ------------- | ------------------- |
| Australia     | Platino             |
| Austria       | Oro                 |
| Bélgica       | Oro                 |
| Canadá        | 2× Platinum         |
| Europa        | Platino             |
| Francia       | Platinum            |
| Alemania      | Oro[cita requerida] |
| Irlanda       | Oro                 |
| Italia        | Platino             |
| Japón         | Oro                 |
| Países Bajos  | Oro                 |
| Nueva Zelanda | Oro                 |
| Polonia       | Platino             |
| Portugal      | Platino             |
| Rusia         | Oro                 |
| España        | Oro                 |
| Suiza         | Platino             |
| Reino Unido   | Platino             |
| EE. UU.       | 3× Platino          |

| Lista (2007)                    | Posición        |
| ------------------------------- | --------------- |
| Dutch Albums Chart              | 29              |
| French Albums Chart             | 39              |
| Swiss Albums Chart              | 19              |
| UK Albums Chart                 | 99              |
| Worldwide                       | 7               |
| Lista (2008)                    | Posicionamiento |
| Australian Albums Chart         | 43              |
| Belgian Albums Chart (Flanders) | 36              |
| Belgian Albums Chart (Wallonia) | 23              |
| Canadian Albums Chart           | 10              |
| European Top 100 Albums         | 16              |
| Japan Top 100 Albums            | 97              |
| US Billboard 200                | 1               |
| US Top R&B/Hip-Hop Albums       | 1               |

| Listas (2000–09) | Posición |
| ---------------- | -------- |
| US Billboard 200 | 76       |

## Sucesión de éxitos en las listas
| Predecesor: American Gangster de Jay Z | Billboard 200 - Álbum n.° 1 1 de diciembre de 2007                     | Sucesor: Noël de Josh Groban                      |
| Predecesor: In Rainbows de Radiohead   | Billboard 200 - Álbum n.° 1 26 de enero de 2008 - 2 de febrero de 2008 | Sucesor: Juno (Varios artistas)                   |
| Predecesor: Juno (Varios artistas)     | Billboard 200 - Álbum n.° 1 16 de febrero de 2008                      | Sucesor: Sleep Through the Static de Jack Johnson |